# Деланоэ, Бертран
Бертран Деланоэ́ (фр. Bertrand Delanoë; 30 мая 1950, Тунис, Французский Тунис) — французский политический деятель, член Социалистической партии Франции, мэр Парижа (2001—2014).

## Биография
Учился в лицее в Бизерте. Учителем математики была Анастасия Манштейн-Ширинская. Ещё будучи подростком, Деланоэ приехал во Францию. В возрасте 23 лет его выбрали секретарем социалистической федерации в Авейроне. В 1977 году его впервые выбрали в советники парижской мэрии. С тех пор он живёт в Париже. В 1993 году Деланоэ стал председателем социалистической партии в парижском округе. В 1995 он был выбран в Сенат, где возглавил комиссию по иностранным делам и обороне.

### Политика Деланоэ на посту мэра
Деланоэ занимал пост мэра Парижа с марта 2001 года, когда выборы в городской совет впервые за многие годы (со времен Парижской коммуны 1871) выиграли левые. Его предшественниками были Жан Тибери (1995—2001) и Жак Ширак (1977—1995).
Деланоэ стал мэром Парижа, возглавив коалицию из социалистов, зеленых и коммунистов, соперничавшую с правыми из Объединения в поддержку республики во главе с Жаном Тибери и Филиппом Сегеном, которые не смогли преодолеть разногласий между собой и раскололи консервативный электорат. Кроме того, за его предшественниками тянулась череда скандалов, связанных с коррупцией.
После вступления в должность мэра Деланоэ занимался улучшением уровня жизни парижан, боролся с загрязнением окружающей среды и уменьшением количества автомобилей в центре города — в частности, организацией системы прокатных велосипедов Vélib'. Он также выступал за создание трамвайной линии для улучшения городского движения и создание пешеходных зон в центре города.
Популярности Деланоэ среди парижан добавила организация праздников Paris Beach на берегах Сены, начиная с 2002 года.
Деланоэ был одним из первых французских политиков, открыто заявившим (в телевизионном интервью в 1998 году) о том, что он гей. После его избрания на пост мэра в 2001 году Париж являлся самым большим по численности населения городом в мире, во главе которого находится представитель ЛГБТ. До этого самым большим городом был Виннипег в Канаде с мэром Гленом Мюрреем. Но вскоре Париж уступил это первенство Берлину, мэром которого стал гей Клаус Воверайт. Каждый год Деланоэ принимает участие в парижском гей-параде, также он борется против дискриминации в отношении представителей ЛГБТ в муниципальных службах города.

### Покушение на Деланоэ

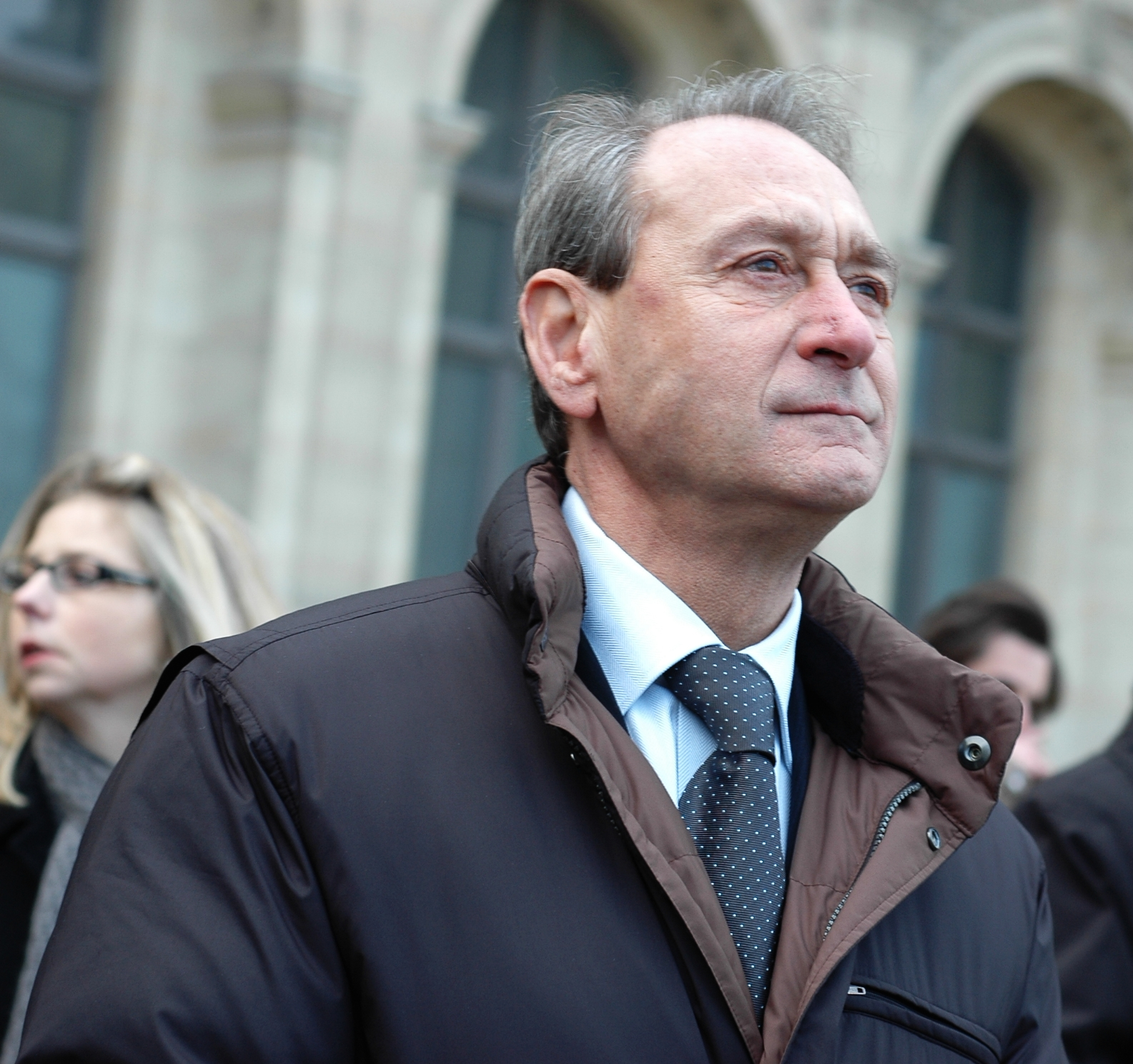
Бертран Деланоэ в 2006 году

5 октября 2002 года Деланоэ принимал участие в ежегодном городском фестивале и стал жертвой маньяка-гомофоба, заявившего, что он ненавидит политиков-социалистов и геев. Преступник нанёс Деланоэ ранения, но мэр отдал приказ о продолжении празднеств. Через две недели мэр выздоровел и смог покинуть больницу.